# Haplomyces texanus
Haplomyces texanus är en svampart som beskrevs av Thaxt. 1893. Haplomyces texanus ingår i släktet Haplomyces och familjen Laboulbeniaceae.  Arten är reproducerande i Sverige. Inga underarter finns listade i Catalogue of Life.